# Higashikurume, Tokyo
Higashikurume (東久留米市 (Đông Cửu Lưu Mễ thị) Higashikurume-shi) là một thành phố nằm ở ngoại ô Tokyo, Nhật Bản.
Đến năm 2010, thành phố có dân số ước tính là 115.867 và mật độ dân số là 8.970 người/km². Tổng diện tích là 12,92 km².

## Lịch sử
Thành phố được thành lập ngày 1 tháng 10 năm 1970.